# Fjord Explorer
Fjord Explorer ist eine Wasserachterbahn des Herstellers Mack Rides, die am 13. April 2024 im Freizeitpark Le PAL (Dompierre-sur-Besbre, Auvergne-Rhône-Alpes, Frankreich) eröffnet wurde. Die Europäische Union förderte den Bau der Anlage mit der Übernahme von 25 % der Gesamtkosten durch den Europäischen Fonds für regionale Entwicklung.
Die 497 m lange Strecke erreicht eine Höhe von 27 m und beschleunigt die Wagen auf eine Höchstgeschwindigkeit von 79 km/h. Erstmals wurde bei einer Wasserachterbahn ein Horseshoe verbaut.

## Wagen
Fjord Explorer besitzt sechs Wagen. In jedem Wagen können acht Personen (vier Reihen à zwei Personen) Platz nehmen.